# Едипов комплекс
Едипов комплекс је, по фројдовској теорији, скуп љубавних и непријатељских осећања које свако дете осећа према родитељима (сексуална наклоност ка родитељу супротног пола и мржња према родитељу истог пола, који се доживљава као супарник). Нормалан исход Едиповог комплекса је идентификација са родитељем истог пола.
Концепт је психоаналитичке теорије. Сигмунд Фројд је увео у своју интерпретацију снова 1899. Позитивни Едипов комплекс односи се на несвесну сексуалну жељу детета за родитеља супротног пола и мржњу према истополном родитељу. Негативни Едипов комплекс односи се на несвесну сексуалну жељу детета за истополног родитеља и мржњу према родитељима супротног пола. Фројд је сматрао да је идентификација детета са истополним родитељем успешан исход комплекса и да неуспешни исход комплекса може довести до неурозе.
Едипов комплекс се изворно односи на сексуалну жељу сина за његову мајку, жеља за родитељем и код мушкараца и код жена. Фројд је тврдио да га дечаци и девојчице различито доживљавају: дечаци у облику анксиозности, девојке у облику „зависности од пениса”. Ваља имати у виду да је фројдовско становиште само једно од више присутних и да није општеприхваћено.

## Позадина
Едип се односи на грчког митолошког лика из 5. века пре Христа. Едип који је несвесно убио свог оца, Лаја, и оженио се својом мајком, Јокастом. Представа заснована на миту, Краљ Едип, написао га је Софокле.
Модерне израде Софоклове драме изведене су у Паризу и Бечу у 19. веку и биле су феноменално успешне 1880-их и 1890-их година. Присуствовао је аустријски психијатар Зигмунд Фројд (1856–1939). У својој књизи „Интерпретација снова", први пут обављеној 1899. године, он је предложио да је Едипова жеља универзални, психолошки феномен, урођен (филогенетски) људским бићима и узрок многих несвесних кривица. Фројд је веровао да је Едипов осећај наслеђен кроз милион година колико је људима било потребно да се развију од мајмуна. Он је то заснивао на анализи својих осећања која су присуствовала представи, његовим анегдотским запажањима неуротичне или нормалне деце и на чињеници да је краљ Едип био ефикасан и на древној и на модерној публици. Такође је тврдио да представа „Хамлет" има своје корене исто као и краљ Едип, и да разлике између две представе откривају: „У краљу Едипу дететову жељну фантазију која је у основи, она се отвара на отворено. У Хамлету она остаје потиснута, и баш као и у случају неурозе, сазнали смо само о њеном постојању из њених инхибирајућих последица.”
Међутим, у „Тумачењу снова", Фројд јасно показује да су „примордијални пориви и страхови" који су његова брига и основа Едиповог комплекса инхерентни митовима којима Софокле игра, а не првенствено у самој представи који Фројд назива „даљом модификацијом легенде" која потиче из „погрешно схваћене секундарне ревизије материјала, који је настојао да га искористи за теолошке сврхе".

Фројд је описао карактер Едипа:

Његова судбина нас покреће само зато што је можда била наша - зато што је пророчанство положило на нас исто проклетство пре нашег рођења као и на њега. То је судбина свих нас, можда, да усмеримо свој први сексуални импулс ка нашој мајци и нашој првој мржњи и нашој првој убилачкој жељи против нашег оца. Наши нас снови уверавају да је то тако.

Шестостепена хронологија теоријског развоја Зигмунда Фројда о Едиповом комплексу је:
1. 1897–1909. После смрти његовог оца 1896. године, и након што је видео представу краљ Едип, по Софоклу, Фројд почиње да користи термин „Едип". Као што је написао у писму из 1897. године, „нашао сам у себи сталну љубав према мајци и љубомору на свог оца. Сада то сматрам универзалним догађајем у раном дјетињству.
2. 1909–1914. Предлаже да Едипова жеља буде „нуклеарни комплекс" свих неуроза; прва употреба „Едиповог комплекса" 1910.
3. 1914–1918. Разматра родитељски и мајчински инцест.
4. 1919–1926. Комплетан Едипов комплекс; идентификација и бисексуалност су концептуално евидентне у каснијим радовима.
5. 1926–1931. Примењује едипалску теорију на религију и обичај.

- 1931–1938. Истражује „женски Едипов став" и „негативни Едипов комплекс"; касније „Електрин комплекс".[9]

### Едипов комплекс
У класичној психоаналитичкој теорији, Едипов комплекс се јавља током фалусне фазе психосексуалног развоја (3–6 година), када се јавља и формирање либида и ега; ипак, може се манифестовати у ранијим годинама.
У фалусној фази, дечаково одлучујуће психосексуално искуство је Едипов комплекс - његово такмичење сина и оца за поседовање мајке. У овој трећој фази психосексуалног развоја, гениталије детета су његова примарна ерогена зона; дакле, када деца постану свесна својих тела, тела друге деце и тела својих родитеља, они задовољавају физичку радозналост разодевањем и истраживањем, међусобно, и њихових гениталија, тако да уче анатомске разлике између „мушког" и „женски" и родне разлике између „дечака" и „девојчице".
Психосексуални инфантилизам - упркос томе што је мајка родитељ који првенствено задовољава дететове жеље, дете почиње формирати дискретни сексуални идентитет - „дечак", „девојка" - што мења динамику односа родитеља и детета; родитељи постају објекти инфантилне либидиналне енергије. Дечак усмерава свој либидо (сексуалну жељу) на своју мајку и усмерава љубомору и емоционално ривалство на свог оца - јер он спава са његовом мајком. Штавише, да би се олакшала веза са мајком, дечакова ид жели убити оца (као и Едип), али прагматични его, заснован на принципу стварности, зна да је отац јачи од два мушкарца који се такмиче да поседују једну жену. Упркос томе, дечак остаје амбивалентан у погледу места његовог оца у породици, што се манифестује као страх од кастрације од стране физички већег оца; страх је ирационална, подсвесна манифестација инфантилног ида.
Психо-логичка одбрана - У оба пола, одбрамбени механизми пружају пролазне резолуције сукоба између нагона ида и нагона ега. Први одбрамбени механизам је репресија, блокирање сећања, емоционални импулси и идеје из свесног ума; ипак, његово деловање не решава конфликт ид-его. Други одбрамбени механизам је идентификација у којој се дечак или девојчица прилагођава укључивањем у свој (супер) его особине личности истополног родитеља. Као резултат тога, дечак умањује своју кастрацијску тескобу, јер се његова сличност с оцем штити од очинског гнева у њиховом мајчинском ривалству. У случају девојчице, то олакшава идентификацију са мајком, која разуме да, пошто су жене, ниједна од њих не поседује пенис, и стога нису антагонисти.
Расплет - Нерешено такмичење сина и оца за психо-сексуално поседовање мајке може завршити фаличном сценском фиксацијом која доводи до тога да дечак постане агресиван, преамбициозан и празан човек. Због тога је задовољавајуће родитељско руковање и решавање Едиповог комплекса најважније у развоју мушког инфантилног супер-ега. То је зато што, идентификујући се са родитељем, дечак интернализира моралност; тиме се одлучује да се придржава друштвених правила, а не да рефлексно поштује страх од казне.

### Проучавање Едиповог случаја
У анализи фобије у петогодишњем дечаку (1909), студији случаја еквинофобног дечака „Мали Ханс", Фројд је показао да је однос између Хансових страхова - коња и његовог оца - изведен из спољних фактора, рођење сестре и унутрашњи фактори, жеља инфантилног ида да замени оца као пратиоца мајци, и кривица за уживање у мастурбацији нормалном за дечака његових година. Штавише, признање да жели да се размножава са мајком сматрало се доказом сексуалне привлачности дечака према родитељу супротног пола; био је хетеросексуални мушкарац. Ипак, дечак Ханс није био у стању да повеже страхове од коња са страхом од свог оца. Као психоаналитичар који је лечио, Фројд је приметио да је „Хансу морало бити речено много ствари које не може да каже" и да „му је требало да се представе мисли, које до сада није показивало знакове поседовања".

### Женски став Едипа
У почетку, Фројд је једнако примењивао Едипов комплекс на психосексуални развој дечака и девојчица, али је касније модификовао женске аспекте теорије као „женски Едипов став" и „негативан Едипов комплекс", али то је био његов студент-сарадник Карл Густав Јунг, који је у свом раду из 1913. године, „Теорија психоанализе", предложио Електрин комплекс да опише конкуренцију девојчице - мајке за психосексуално поседовање оца.
У фалусној фази, женски Електрин комплекс је њено одлучујуће психодинамучно искуство у формирању дискретног сексуалног идентитета (его). Док дечак развија кастрацијску анксиозност, девојка развија завист пениса, јер она уочава да је раније била кастрирана (и недостаје пенис), и тако формира љутњу према својој врсти као инфериорном, док истовремено настоји да поднесе пенис својим оцем сопствено дете. Штавише, након фалусне фазе, психосексуални развој девојке подразумева преношење њене примарне ерогене зоне од инфантилног клиториса до вагине одраслих.
Фројд је тако сматрао да је негативни Едипов комплекс девојке емоционално интензивнији од оног дечака, што је, потенцијално, код жене покорне, несигурне личности, тако би можда нерешени Електрин комплекс, такмичење кћер-мајка за психосексуално поседовање оца, довело до фалусне фазе фиксације која води до тога да девојка постане жена која непрестано тежи да доминира мушкарцима (на пример завист пениса), или као неуобичајено заводљива жена (високо самопоштовање) или као неуобичајено покорна жена (ниско самопоштовање). Према томе, задовољавајуће родитељско поступање и решавање Електриног комплекса су најважнији у развоју женског инфантилног супер-ега, јер се, идентификујући се са родитељем, девојка интернализира моралност; тиме одлучује да се придржава друштвених правила, а не да рефлексно поштује страх од казне.

### Што се тиче нарцизма
У погледу нарцизма, Едипов комплекс се сматра врхунцем зрелости појединца за успехом или љубављу. У „Економском проблему мазохизма" (1924), Фројд пише да се у „Едиповом комплексу родитељски лични значај за суперего повлачи у позадину" и „слике које остављају иза себе утицаји наставника и власти". Наставници и ментори су стављени у его идеал појединца и настоје да преузму своје знање, вештине или увид.

У „Неким рефлексијама о психологији школараца" (1914), Фројд пише:
„Сада можемо разумети наш однос према нашим учитељима. Ти људи, који нису сви били заправо очеви, постали су наши заменски очеви. Зато су, иако су још били прилично млади, сматрали нас тако зрелим и тако недостижно одраслим. Пренели смо на њих поштовање и очекивања везана за свезнајућег оца нашег детињства, и онда смо почели да их третирамо као што смо третирали наше очеве код куће. Суочили смо их са амбивалентношћу коју смо стекли у нашим породицама и уз њену помоћ, борили смо се с њима као што смо били у навици да се боримо са нашим очевима."
Едипов комплекс, у нарцистичким терминима, представља да појединац може изгубити способност да у свој его идеал иде без родитељске замене без амбивалентности. Једном када појединац има амбивалентне односе са родитељским супститутима, он ће ући у триангулацијски кастрацијски комплекс. У кастрацијском комплексу појединац постаје ривал са родитељским супститутима и то ће бити тачка регресије. У психоаналитичким белешкама на аутобиографском приказу случаја параноје (1911), Фројд пише да је „разочарање над женом" (објектни нагони) или „несрећа у друштвеним односима са другим мушкарцима" (его погони) је узрок регресије или формирања симптома. Триангулација се може одвијати са романтичним супарником, за жену или са радним супарником, за репутацију да је моћнија.

## Фројдова теоретска ревизија
Када је Сигмунд Фројд (1856–1939) предложио да је Едипов комплекс психолошки универзалан, он је изазвао еволуцију фројдовске психологије и психоаналитичке методе лечења, од стране сарадника и такмичара.

### Карл Густав Јунг
У супротности са Фројдовим предлогом да је психосексуални развој дечака и девојчица једнак, тј. једнако оријентисан - да сваки у почетку доживљава сексуалну жељу (либидо) за мајку, и агресију према оцу, студент-сарадник Карл Густав Јунг супротстављен је да девојке доживљавају жељу за оцем и агресија према мајци путем Електриног комплекса - настао је из грчког митолошког карактера из 5. века пре Христа. Електра, која је планирала матрицидалну освету с Орестом, братом, против Клитемнестра, њиховом мајком и Егистом, њиховим очухом, за њихово убиство о Агамемнону, њеном оцу. Штавише, пошто је пореклом из Фројдове психологије, ортодоксна психологија Јунга користи термин "Едипов комплекс" само да означи дечаков психосексуални развој.

### Ото Ранк
У класичној фројдовској психологији, супер-его, „наследник Едиповог комплекса", формиран је као дечак који интернализује породична правила свог оца. Насупрот томе, почетком 1920-их, користећи термин „пре-едипал", Ото Ранк је предложио да је моћна мајка дечака извор супер-ега, у току нормалног психосексуалног развоја. Теоретски сукоб Рена са Фројдом га је искључио из фројдовског унутрашњег круга; ипак, касније је развио психодинамичну теорију односа у објектима 1925. године.

### Меланија Клајн
Док је Фројд предложио да је отац (очински фалус) био централни за инфантилни и одрасли психосексуални развој, Меланија Клајн се усредсредила на рани однос мајке, предлажући да су едипалне манифестације уочљиве у првој години живота, у усменој фази. Њен предлог био је део „контроверзних дискусија" (1942—44) у Британској психоаналитичкој асоцијацији. Клајнијански психолози су предложили да „под окриљем Едиповог комплекса, како га је Фројд описао, постоји ранији слој примитивнијих односа са Едиповим паром". Доделила је „опасне деструктивне тенденције не само оцу, него и мајци у њеној дискусији о пројектним фантазијама детета". Штавише, Клеинов рад је умањио централну улогу Едиповог комплекса са концептом депресивна позиција.

### Вилфред Бион
„За пост-Клајн Бион, мит о Едипу се бави истраживачком радозналошћу - потрагом за знањем - пре него сексуалном разликом; други главни лик у Едиповој драми постаје Тиресиас (лажна хипотеза постављена против анксиозности око нове теорије)". Последично, „Бион је сматрао централни злочин Едипа као своје инсистирање на познавању истине по сваку цену".

### Жак Лакан
Из постмодерне перспективе, Жак Лакан је тврдио да се Едипов комплекс не може уклонити из центра психосексуалног развојног искуства. Он је сматрао „Едипов комплекс - у оној мери у којој је ми настављамо да је препознајемо као да покрива читаво поље нашег искуства са његовим значењем које надређује краљевство културе" на особу, означавајући свој увод у симболички ред.
Тако „дете учи која је власт независна од себе, јер пролази кроз Едипов комплекс сусрећући постојање симболичког система независно од себе". Штавише, Лаканов предлог да „тернарни однос Едиповог комплекса" ослобађа „заробљеника двоструког односа" односа син-мајка показао се корисним за касније психоаналитичаре, дакле, за Боласа, „достигнуће" Едиповог комплекса је да „дете схвата нешто о чудности поседовања властитог ума открива многострукост гледишта". Исто тако, за Роналда Бритона, „ако се веза између родитеља која се доживљавају у љубави и мржњи може толерисати у уму детета то нам даје способност да видимо нас у интеракцији с другима, и за размишљање о себи, док смо сами ". Као такав, у „Голуб који се враћа, голуб који нестаје" (2000), Мајкл Парсонс је предложио да таква перспектива дозвољава гледање „Едиповог комплекса као доживотног развојног изазова са новим врстама едипских конфигурација које припадају у каснији живот".
Године 1920. Зигмунд Фројд је написао да је „са напретком психоаналитичких истраживања значај Едиповог комплекса је све више и више очигледан; његово препознавање постало је лозинка који разликује присталице психоанализе од његових противника" тиме је остао теоретски камен темељац психоанализе све до 1930. године, када су психоаналитичари почели да истражују пре-едиповски однос син-мајка у оквиру теорије психосексуалног развоја. Џенет Малком извештава да је крајем 20. века, до психологије објективних односа „авангарда, догађаји Едиповог периода бледи и недоследни, у поређењу са клифовском психодрамом детињства. За Кохута, као и за Виникота и Балинта, Едипов комплекс је ирелевантност у лечењу тешких психопатолошких случајева. Ипак, его психологија је наставила да тврди да је „Едипов период - отприлике три и по до шест година - као Конрад Лоренц, то је највише формативни, значајни, калупни доживљај људског живота. Ако узмете одрасли живот особе - његову љубав, посао, хобије, амбиције - сви они указују на Едипов комплекс".

## Критика
Према Арманду Катарду, фројдовско представљање Едиповог комплекса је мало или уопште није подржано емпиријским подацима (он се ослања на Каган, 1964 и Бандуру, 1999)

### Постмодерна критика
Последњих година, више земаља је дошло у подршку истополним браковима, а очекује се да ће се тај број повећати. Од децембра 2017. године, земље које су легализирале геј брак износе 29, укључујући већину европских земаља и Америку. Научни и технолошки напредак омогућио је хомосексуалним паровима да започну породицу кроз усвајање или сурогат. Као резултат, стубови породичне структуре се диверсификују тако да укључују родитеље који су сами или истог пола као и њихови партнери заједно са традиционалним хетеросексуалним родитељима који су у браку. Ове нове породичне структуре постављају нова питања за психоаналитичке теорије као што је Едипов комплекс који захтева присуство мајке и оца у успешном развоју детета. Међутим, као што показују докази, деца која су одгајана од стране родитеља истог пола нису показала никакву разлику у поређењу са децом која су одрасла у традиционалној породичној структури. Неопходно је да се психоаналитичка теорија промени како би била у складу са временом и остала релевантна. Многи психоаналитички мислиоци као што су Чодоров и Корбет раде на промени Едиповог комплекса како би елиминисали „аутоматске асоцијације између пола, рода и стереотипних психолошких функција које потичу из ових категорија" и учиниле га примењивом на данашње модерно друштво.
Од своје фројдовске концепције, психоанализа и њене теорије увек су се ослањале на традиционалне родне улоге како би се извукле. Педесетих година, психолози су разликовали различите улоге у родитељству за мајку и оца. Улога примарног старатеља припада мајци. Мајчинска љубав се сматрала безусловном. Док је оцу додељена улога секундарног старатеља, очинска љубав је условна, осетљива на опипљива достигнућа детета. Најновије студије, међутим, указују да су појмови о улогама и атрибутима родитељства мушкараца и жена резултат културе и континуиране праксе психоанализе без биолошке основе. Едипов комплекс је компромитован у контексту модерних породичних структура, јер захтева постојање појмова мушкости и женскости. Када нема оца, нема разлога да дечак има кастрацијску анксиозност и тако разреши комплекс. Психоанализа приказује односе изван хетеронормативности (нпр. Хомосексуалност) као негативну импликацију, неку врсту перверзије или фетиш, а не природну појаву. Неки психолози, овај нагласак на родне норме може бити дистракција у лечењу хомосексуалних пацијената.
Постмодерне психоаналитичке теорије нису замишљене да ослободе или дискредитују темеље психоанализе, већ имају за циљ поновно успостављање психоанализе у модерно доба. У случају нових породичних структура које оповргавају традиционални Едипов комплекс, то може значити модификацију или одбацивање комплекса у потпуности. Схенкман сугерише да би лабава интерпретација Едиповог комплекса у којој дете тражи сексуално задовољство од било којег родитеља без обзира на пол, била од помоћи: „Из ове перспективе, сваки родитељски ауторитет, или институција у том смислу, може представљати табу да доводи до комплекса". Психоаналитичар Меланија Клајн, предложила је теорију која је разбила родне стереотипе, али је и даље задржала традиционалну структуру породице оца и мајке. Меланија Клајн додељује „опасне деструктивне тенденције не само оцу, већ и мајци у њеној дискусији о пројектним фантазијама детета"
Штавише, из постмодерне перспективе, Гросе тврди да „Едипов комплекс није такав. То је више начин објашњавања како су људска бића социјализована, научити како се носити са патњом, разочарењем". Елементарно разумевање је да „морате престати да покушавате да будете све за свог примарног старатеља, и наставите да будете нешто за остатак света".

### Социокултурна критика
Неки савремени психоаналитичари се слажу са идејом Едиповог комплекса у различитим степенима; Ханс Келер је предложио да је тако „барем у западним друштвима" и други сматрају да су етнолози већ успоставили своју временску и географску универзалност. „дете је тада ушло у едипалну фазу које је укључивало акутну свест о компликованој фаличној фази троугла која укључује мајку, оца и дете" и да „и позитивне и негативне Едипове теме су обично видљиве у психосексуалном развоју". Упркос доказима о сукобу родитеља и потомака, еволуциони психолози Мартин Дали (професор) и Марго Вилсон примећују да није сексуално поседовање супротног пола-родитеља; према томе, у Убиствима (1988), они су предложили да Едипов комплекс даје неколико предвиђања, јер нису нашли доказе о Едиповом комплексу у људима.

## Доказ
Студија спроведена на Универзитету у Гласгову потенцијално подржава барем неке аспекте психоаналитичке концепције Едиповог комплекса. Студија је показала да мушкарци и жене имају двоструко већу шансу да изаберу партнера са истом бојом очију као што је родитеља који их привлаче. У другој студији антрополога и психијатра сугерише да је присутна класична верзија Едиповог комплекса кроз који дечаци пролазе, са сексуалним и агресивним осећајима који су мање потиснути у културама без класне сепарације.
Друга студија испитивала је усвојитеље и избор мужа. Студија је покушала да разликује концептуално фенотипско подударање од позитивног сексуалног импринтинга. Фенотипско подударање се може схватити као тражење појединца (вероватно без свести) особина код партнера који су слични њиховом властитом фенотипу. Сексуално отискивање се може схватити као преференције партнера, на које утичу искуства и запажања са родитељима / старатељима у раном детињству. Одгојене ћерке су испитиване одвојено како би се одвојила ова два утицаја. Резултати студије подржавају позитивно сексуално отискивање независно од фенотипског подударања: „Судије су пронашле значајну сличност са особинама лица између мужа ћерке и њеног усвојитеља. Осим тога, овај ефекат може бити модификован квалитетом односа оца и ћерке у детињству који су добили више емоционалне подршке од свог усвојитеља, вероватније је да ће изабрати партнере сличне оцу него они чији је отац пружио мање позитивну емоционалну атмосферу. Аутори студије су такође поставили хипотезу да би „сексуално отискивање на посматраним особинама родитеља супротног пола током осетљивог периода у раном детињству могло бити одговорно за обликовање каснијег критеријума избора другог човека", хипотеза која би била барем делимично у складу са Фројдовим Едипом.

## Фото-галерија
- Вицкенберг - Едип и Антигона
- Едип на Колону, Хугуес
- Едип на Колону
- Едип и Хеидел
- Едип и Сфинга, Фабре
- Едип и Сфинга, Ехрамн
- Едип и Антигона, Бродовски
- Куга Теба
- Едип на Колону, Гироуст
- Едип и Антигона
- Едип и Антигона
- Едип и Електра
- Едип и Електра
- Едип и Сфинга